# Copa Libertadores 2003
Die Copa Libertadores 2003, aufgrund des Sponsorings des Autoherstellers Toyota auch Copa Toyota Libertadores, war die 44. Auflage des wichtigsten südamerikanischen Fußballwettbewerbs für Vereinsmannschaften. Es nahmen 32 Mannschaften teil, wobei die Anzahl der Teilnehmer je nach Rang des Landes in der CONMEBOL-Rangliste ermittelt wurde, sowie zwei Vertreter aus Mexiko und Venezuela, die in der Qualifikation zwei verbleibende Plätze ermittelten. Das Teilnehmerfeld komplettierte Titelverteidiger Club Olimpia. Das Turnier begann am 4. Februar und endete am 2. Juli 2003 mit dem Final-Rückspiel. Der argentinische Vertreter Boca Juniors gewann das Finale gegen den FC Santos und damit zum fünften Mal die Copa Libertadores.

## Qualifikation
| Pl. | Verein                | Sp. | S | U | N | Tore    | Diff. | Punkte |
| --- | --------------------- | --- | - | - | - | ------- | ----- | ------ |
| 1.  | UNAM Pumas            | 6   | 4 | 1 | 1 | 012:400 | +8    | 13     |
| 2.  | CD Cruz Azul          | 6   | 3 | 2 | 1 | 011:700 | +4    | 11     |
| 3.  | Estudiantes de Mérida | 6   | 2 | 1 | 3 | 007:900 | −2    | 07     |
| 4.  | Nacional Táchira      | 6   | 1 | 0 | 5 | 006:160 | −10   | 03     |

|                       |   |                  | Hinspiel | Rückspiel |
| --------------------- | - | ---------------- | -------- | --------- |
| Estudiantes de Mérida | - | UNAM Pumas       | 1:0      | 1:3       |
| Nacional Táchira      | - | UNAM Pumas       | 1:2      | 0:4       |
| Estudiantes de Mérida | - | CD Cruz Azul     | 1:1      | 1:2       |
| Nacional Táchira      | - | CD Cruz Azul     | 2:3      | 0:4       |
| UNAM Pumas            | - | CD Cruz Azul     | 1:1      | 2:0       |
| Estudiantes de Mérida | - | Nacional Táchira | 1:0      | 2:3       |

## Gruppenphase

### Gruppe 1
| Pl. | Verein           | Sp. | S | U | N | Tore    | Diff. | Punkte |
| --- | ---------------- | --- | - | - | - | ------- | ----- | ------ |
| 1.  | Deportivo Cali   | 6   | 4 | 0 | 2 | 009:300 | +6    | 12     |
| 2.  | River Plate      | 6   | 4 | 0 | 2 | 010:700 | +3    | 12     |
| 3.  | Club Libertad    | 6   | 2 | 1 | 3 | 009:900 | ±0    | 07     |
| 4.  | Emelec Guayaquil | 6   | 1 | 1 | 4 | 006:150 | −9    | 04     |

|                  |   |                  | Hinspiel | Rückspiel |
| ---------------- | - | ---------------- | -------- | --------- |
| Club Libertad    | - | Emelec Guayaquil | 2:2      | 5:1       |
| Deportivo Cali   | - | River Plate      | 2:0      | 1:2       |
| Emelec Guayaquil | - | Deportivo Cali   | 0:4      | 0:1       |
| River Plate      | - | Club Libertad    | 3:1      | 2:0       |
| Deportivo Cali   | - | Club Libertad    | 1:0      | 0:1       |
| Emelec Guayaquil | - | River Plate      | 3:1      | 0:2       |

### Gruppe 2
| Pl. | Verein                  | Sp. | S | U | N | Tore    | Diff. | Punkte |
| --- | ----------------------- | --- | - | - | - | ------- | ----- | ------ |
| 1.  | Paysandu SC             | 6   | 4 | 2 | 0 | 014:500 | +9    | 14     |
| 2.  | Club Cerro Porteño      | 6   | 2 | 2 | 2 | 008:110 | −3    | 08     |
| 3.  | Sporting Cristal        | 6   | 2 | 1 | 3 | 006:700 | −1    | 07     |
| 4.  | CD Universidad Católica | 6   | 1 | 1 | 4 | 007:120 | −5    | 04     |

|                         |   |                         | Hinspiel | Rückspiel |
| ----------------------- | - | ----------------------- | -------- | --------- |
| Club Cerro Porteño      | - | CD Universidad Católica | 3:2      | 1:2       |
| Sporting Cristal        | - | Paysandu SC             | 0:2      | 1:2       |
| CD Universidad Católica | - | Sporting Cristal        | 0:1      | 1:3       |
| Paysandu SC             | - | Club Cerro Porteño      | 0:0      | 6:2       |
| Paysandu SC             | - | CD Universidad Católica | 3:1      | 1:1       |
| Sporting Cristal        | - | Club Cerro Porteño      | 1:1      | 0:1       |

### Gruppe 3
| Pl. | Verein          | Sp. | S | U | N | Tore    | Diff. | Punkte |
| --- | --------------- | --- | - | - | - | ------- | ----- | ------ |
| 1.  | FC Santos       | 6   | 4 | 2 | 0 | 016:400 | +12   | 14     |
| 2.  | América de Cali | 6   | 3 | 1 | 2 | 011:110 | ±0    | 10     |
| 3.  | CD El Nacional  | 6   | 1 | 3 | 2 | 004:600 | −2    | 06     |
| 4.  | 12 de Octubre   | 6   | 1 | 0 | 5 | 007:170 | −10   | 03     |

|                 |   |                 | Hinspiel | Rückspiel |
| --------------- | - | --------------- | -------- | --------- |
| 12 de Octubre   | - | CD El Nacional  | 1:0      | 1:5       |
| América de Cali | - | FC Santos       | 1:5      | 0:3       |
| FC Santos       | - | 12 de Octubre   | 3:1      | 4:1       |
| CD El Nacional  | - | América de Cali | 1:1      | 0:1       |
| América de Cali | - | 12 de Octubre   | 4:1      | 4:1       |
| CD El Nacional  | - | FC Santos       | 0:0      | 1:1       |

### Gruppe 4
| Pl. | Verein                      | Sp. | S | U | N | Tore    | Diff. | Punkte |
| --- | --------------------------- | --- | - | - | - | ------- | ----- | ------ |
| 1.  | CD Cobreloa                 | 6   | 2 | 3 | 1 | 009:500 | +4    | 09     |
| 2.  | Club Olimpia                | 6   | 2 | 3 | 1 | 009:600 | +3    | 09     |
| 3.  | Gimnasia y Esgrima La Plata | 6   | 1 | 4 | 1 | 008:700 | +1    | 07     |
| 4.  | Alianza Lima                | 6   | 1 | 2 | 3 | 006:140 | −8    | 05     |

|                          |   |                          | Hinspiel | Rückspiel |
| ------------------------ | - | ------------------------ | -------- | --------- |
| Alianza Lima             | - | Club Olimpia             | 1:1      | 1:0       |
| CD Cobreloa              | - | Gimnasia y Esgrima de LP | 0:0      | 0:0       |
| Club Olimpia             | - | CD Cobreloa              | 0:0      | 3:2       |
| Gimnasia y Esgrima de LP | - | Alianza Lima             | 5:1      | 1:1       |
| Gimnasia y Esgrima de LP | - | Club Olimpia             | 1:1      | 1:4       |
| Alianza Lima             | - | CD Cobreloa              | 2:3      | 0:4       |

### Gruppe 5
| Pl. | Verein              | Sp. | S | U | N | Tore    | Diff. | Punkte |
| --- | ------------------- | --- | - | - | - | ------- | ----- | ------ |
| 1.  | Grêmio Porto Alegre | 6   | 3 | 1 | 2 | 010:700 | +3    | 10     |
| 2.  | UNAM Pumas          | 6   | 3 | 0 | 3 | 008:800 | ±0    | 09     |
| 3.  | Club Bolívar        | 6   | 3 | 0 | 3 | 008:900 | −1    | 09     |
| 4.  | CA Peñarol          | 6   | 2 | 1 | 3 | 012:140 | −2    | 07     |

|                     |   |                     | Hinspiel | Rückspiel |
| ------------------- | - | ------------------- | -------- | --------- |
| Grêmio Porto Alegre | - | UNAM Pumas          | 3:2      | 0:1       |
| UNAM Pumas          | - | Club Bolívar        | 2:0      | 0:2       |
| CA Peñarol          | - | Grêmio Porto Alegre | 2:2      | 1:4       |
| Club Bolívar        | - | CA Peñarol          | 5:2      | 0:4       |
| CA Peñarol          | - | UNAM Pumas          | 2:0      | 1:3       |
| Grêmio Porto Alegre | - | Club Bolívar        | 1:0      | 0:1       |

### Gruppe 6
| Pl. | Verein                    | Sp. | S | U | N | Tore    | Diff. | Punkte |
| --- | ------------------------- | --- | - | - | - | ------- | ----- | ------ |
| 1.  | Racing Club               | 6   | 4 | 2 | 0 | 011:400 | +7    | 14     |
| 2.  | Nacional Montevideo       | 6   | 3 | 1 | 2 | 012:100 | +2    | 10     |
| 3.  | Universitario de Deportes | 6   | 1 | 4 | 1 | 008:800 | ±0    | 07     |
| 4.  | Oriente Petrolero         | 6   | 0 | 1 | 5 | 004:130 | −9    | 01     |

|                           |   |                           | Hinspiel | Rückspiel |
| ------------------------- | - | ------------------------- | -------- | --------- |
| Universitario de Deportes | - | Racing Club               | 1:1      | 1:1       |
| Nacional Montevideo       | - | Racing Club               | 1:2      | 1:4       |
| Universitario de Deportes | - | Oriente Petrolero         | 2:0      | 2:2       |
| Oriente Petrolero         | - | Nacional Montevideo       | 2:3      | 0:3       |
| Racing Club               | - | Oriente Petrolero         | 2:0      | 1:0       |
| Nacional Montevideo       | - | Universitario de Deportes | 2:0      | 2:2       |

### Gruppe 7
| Pl. | Verein                 | Sp. | S | U | N | Tore    | Diff. | Punkte |
| --- | ---------------------- | --- | - | - | - | ------- | ----- | ------ |
| 1.  | Independiente Medellín | 6   | 4 | 0 | 2 | 009:600 | +3    | 12     |
| 2.  | Boca Juniors           | 6   | 3 | 2 | 1 | 010:700 | +3    | 11     |
| 3.  | Barcelona SC Guayaquil | 6   | 1 | 2 | 3 | 008:100 | −2    | 05     |
| 4.  | Colo-Colo              | 6   | 1 | 2 | 3 | 006:100 | −4    | 05     |

|                        |   |                        | Hinspiel | Rückspiel |
| ---------------------- | - | ---------------------- | -------- | --------- |
| Barcelona SC Guayaquil | - | Colo-Colo              | 2:0      | 1:1       |
| Boca Juniors           | - | Independiente Medellín | 2:0      | 0:1       |
| Colo-Colo              | - | Boca Juniors           | 1:2      | 2:2       |
| Independiente Medellín | - | Barcelona SC Guayaquil | 1:0      | 4:2       |
| Boca Juniors           | - | Barcelona SC Guayaquil | 2:1      | 2:2       |
| Colo-Colo              | - | Independiente Medellín | 2:1      | 0:2       |

### Gruppe 8
| Pl. | Verein                | Sp. | S | U | N | Tore    | Diff. | Punkte |
| --- | --------------------- | --- | - | - | - | ------- | ----- | ------ |
| 1.  | Corinthians São Paulo | 6   | 5 | 0 | 1 | 015:600 | +9    | 15     |
| 2.  | CD Cruz Azul          | 6   | 3 | 0 | 3 | 012:110 | +1    | 09     |
| 3.  | CA Fénix              | 6   | 2 | 0 | 4 | 010:140 | −4    | 06     |
| 4.  | The Strongest La Paz  | 6   | 2 | 0 | 4 | 006:120 | −6    | 06     |

|                      |   |                      | Hinspiel | Rückspiel |
| -------------------- | - | -------------------- | -------- | --------- |
| Corinthians Paulista | - | CD Cruz Azul         | 1:0      | 0:3       |
| CD Cruz Azul         | - | The Strongest        | 3:2      | 1:2       |
| CA Fénix             | - | Corinthians Paulista | 1:2      | 1:6       |
| The Strongest        | - | CA Fénix             | 1:0      | 0:2       |
| CA Fénix             | - | CD Cruz Azul         | 6:1      | 0:4       |
| Corinthians Paulista | - | The Strongest        | 4:1      | 2:0       |

## Achtelfinale
|                     | Gesamt          |                        | Hinspiel | Rückspiel |
| ------------------- | --------------- | ---------------------- | -------- | --------- |
| CD Cruz Azul        | 0:0 (3:2 i. E.) | Deportivo Cali         | 0:0      | 0:0       |
| Boca Juniors        | 4:3             | Paysandu SC            | 0:1      | 4:2       |
| Nacional Montevideo | 6:6 (1:3 i. E.) | FC Santos              | 4:4      | 2:2       |
| UNAM Pumas          | 0:1             | CD Cobreloa            | 0:1      | 0:0       |
| Club Olimpia        | 2:6             | Grêmio Porto Alegre    | 2:3      | 0:3       |
| América de Cali     | 1:1 (6:5 i. E.) | Racing Club            | 1:1      | 0:0       |
| Club Cerro Porteño  | 1:1 (2:4 i. E.) | Independiente Medellín | 0:1      | 1:0       |
| River Plate         | 4:2             | Corinthians São Paulo  | 2:1      | 2:1       |

## Viertelfinale
|                     | Gesamt |                        | Hinspiel | Rückspiel |
| ------------------- | ------ | ---------------------- | -------- | --------- |
| CD Cruz Azul        | 2:3    | FC Santos              | 2:2      | 0:1       |
| CD Cobreloa         | 2:4    | Boca Juniors           | 1:2      | 1:2       |
| Grêmio Porto Alegre | 3:4    | Independiente Medellín | 2:2      | 1:2       |
| River Plate         | 3:5    | América de Cali        | 2:1      | 1:4       |

## Halbfinale
|              | Gesamt |                        | Hinspiel | Rückspiel |
| ------------ | ------ | ---------------------- | -------- | --------- |
| FC Santos    | 4:2    | Independiente Medellín | 1:0      | 3:2       |
| Boca Juniors | 6:0    | América de Cali        | 2:0      | 4:0       |

## Finale

### Hinspiel
| Boca Juniors                                              | Boca Juniors | FC Santos | FC Santos |
| --------------------------------------------------------- | --- | --- | --------- |
| Boca Juniors                                              | \| 25. Juni 2003 in Buenos Aires, Argentinien (La Bombonera) \| \| Ergebnis: 2:0 (1:0) \| \| Zuschauer: 57.000 \| \| Schiedsrichter: Óscar Ruiz ( Kolumbien) \| | \| 25. Juni 2003 in Buenos Aires, Argentinien (La Bombonera) \| \| Ergebnis: 2:0 (1:0) \| \| Zuschauer: 57.000 \| \| Schiedsrichter: Óscar Ruiz ( Kolumbien) \|                      | FC Santos |
| Boca Juniors                                              | Roberto Abbondanzieri – Hugo Ibarra, Rolando Schiavi, Nicolás Burdisso, Clemente Rodríguez – Sebastián Battaglia, Raúl Cascini, Diego Cagna (88. Franco Cángele) – Carlos Tévez – Marcelo Delgado, Guillermo Barros Schelotto (53. Javier Villarreal) Cheftrainer: Carlos Bianchi | Fábio Costa – Reginaldo Araújo, Pereira (46. André Luís), Alex, Léo – Paulo Almeida, Renato, Fabiano Pereira (69. Nenê), Diego – Robinho, Ricardo Oliveira Cheftrainer: Émerson Leão | FC Santos |
| Boca Juniors                                              | 1:0 Marcelo Delgado (32.) 2:0 Marcelo Delgado (83.) | | FC Santos |
| 25. Juni 2003 in Buenos Aires, Argentinien (La Bombonera) | | |           |
| Ergebnis: 2:0 (1:0)                                       | | |           |
| Zuschauer: 57.000                                         | | |           |
| Schiedsrichter: Óscar Ruiz ( Kolumbien)                   | | |           |

### Rückspiel
| FC Santos                                                 | FC Santos | Boca Juniors | Boca Juniors |
| --------------------------------------------------------- | --- | --- | ------------ |
| FC Santos                                                 | \| 2. Juli 2003 in São Paulo, Brasilien (Estádio do Morumbi) \| \| Ergebnis: 1:3 (0:1) \| \| Zuschauer: 73.100 \| \| Schiedsrichter: Jorge Larrionda ( Uruguay) \|                                | \| 2. Juli 2003 in São Paulo, Brasilien (Estádio do Morumbi) \| \| Ergebnis: 1:3 (0:1) \| \| Zuschauer: 73.100 \| \| Schiedsrichter: Jorge Larrionda ( Uruguay) \| | Boca Juniors |
| FC Santos                                                 | Fábio Costa – Wellington Katzor de Oliveira (30. Nenê), André Luís, Alex, Léo – Paulo Almeida, Renato, Fabiano Pereira, Diego – Robinho, Ricardo Oliveira (67. Douglas) Cheftrainer: Émerson Leão | Roberto Abbondanzieri – Hugo Ibarra, Rolando Schiavi, Nicolás Burdisso, Clemente Rodríguez – Javier Villarreal (89. Pablo Jerez), Raúl Cascini, Sebastián Battaglia, Diego Cagna (88. Miguel Caneo) – Carlos Tévez (90.+1' Franco Cángele), Marcelo Delgado Cheftrainer: Carlos Bianchi | Boca Juniors |
| FC Santos                                                 | 1:1 Alex (75.) | 0:1 Carlos Tevez (21.) 1:2 Marcelo Delgado (84.) 1:3 Rolando Schiavi (90.+5') | Boca Juniors |
| 2. Juli 2003 in São Paulo, Brasilien (Estádio do Morumbi) | | |              |
| Ergebnis: 1:3 (0:1)                                       | | |              |
| Zuschauer: 73.100                                         | | |              |
| Schiedsrichter: Jorge Larrionda ( Uruguay)                | | |              |